# Арифметические исследования (Гаусс)
«Арифметические исследования» (лат. Disquisitiones Arithmeticae) — первый крупный труд 24-летнего немецкого математика Карла Фридриха Гаусса, опубликованный в Лейпциге в сентябре 1801 года. Эта монография (более 600 страниц) стала ключевым этапом в развитии теории чисел; она содержала как обстоятельное изложение результатов предшественников (Ферма, Эйлер, Лагранж, Лежандр и другие), так и собственные глубокие результаты Гаусса. Среди последних особенную важность представляли:
1. Квадратичный закон взаимности, основа теории квадратичных вычетов. Гаусс впервые дал его доказательство.
2. Теория композиции классов и родов квадратичных форм, ставшая важнейшим вкладом в создание теории алгебраических чисел.
3. Теория деления круга. Это не только пример приложения общих методов, но и, как далее выяснилось, прообраз на частном примере открытой в 1830-х годах общей теории Галуа.

Работы Гаусса по «высшей арифметике» (так он называл теорию чисел) предопределили развитие этого раздела математики более чем на столетие. Б. Н. Делоне расценивает данный труд как «умственный подвиг» молодого учёного, имеющий мало себе равных в мировой науке.

## Состояние теории чисел в конце XVIII века
Древнегреческие математики разработали несколько тем, относящихся к теории чисел. Они дошли до нас в VII—IX книгах «Начал» Евклида (III век до н. э.) и включали важнейшие понятия теории делимости: деление нацело, деление с остатком, делитель, кратное, простое число, алгоритм Евклида для нахождения наибольшего общего делителя двух чисел.
Далее развитие теории чисел возобновилось только спустя два тысячелетия. Автором новых идей стал Пьер Ферма (XVII век). В числе прочих, он открыл неизвестное древним свойство делимости (малая теорема Ферма), имеющее фундаментальный характер. Исследования Ферма были продолжены и углублены Эйлером, который основал теорию квадратичных и других степенных вычетов, открыл «тождество Эйлера». Несколько крупных открытий сделал Лагранж, а Лежандр опубликовал монографию «Опыт теории чисел» (1798), первое в истории обстоятельное изложение данного раздела математики. К концу XVIII века был достигнут прогресс в изучении непрерывных дробей, решении различных типов уравнений в целых числах (Валлис, Эйлер, Лагранж), было положено начало исследованию распределения простых чисел (Лежандр).
Гаусс начал работу над своей книгой ещё в 20-летнем возрасте (1797). Из-за неспешности работы местной типографии работа над книгой растянулась на 4 года; кроме того, по правилу, которому он был верен всю жизнь, Гаусс стремился публиковать только завершённые исследования, пригодные для непосредственного практического применения. В отличие от Лежандра, Гаусс предложил не просто перечень теорем, но систематическое изложение теории на основе единых идей и принципов. Все рассмотренные проблемы доведены до уровня алгоритма, книга содержит множество численных примеров, таблиц и пояснений .

## Содержание книги
Книга состоит из посвящения и семи разделов, разделённых на параграфы, имеющие сквозную нумерацию. В посвящении Гаусс выражает благодарность своему покровителю Карлу Вильгельму Фердинанду, герцогу  Брауншвейгскому (из русского перевода 1959 года посвящение изъято).
Первые три раздела по существу не содержат новых результатов, хотя в идейно-методическом плане также представляют немалую ценность.
Раздел 1. О сравнимости чисел вообще,
Здесь Гаусс, обобщая исследования Эйлера, вводит ключевое понятие сравнения целых чисел по модулю и удобную символику этого отношения, сразу укоренившуюся в математике:
{\displaystyle a\equiv b{\pmod {m}}}
Приводятся свойства отношения сравнения, как сближающие его с отношением равенства, так и специфичные для отношения сравнения. Далее вся теория чисел строится «на языке сравнений». В частности, впервые в истории строится факторкольцо классов вычетов.
Раздел 2. О сравнениях первой степени.
В начале раздела рассматриваются различные свойства делимости. Среди них (в параграфе 16) впервые полностью формулируется и доказывается основная теорема арифметики — в отличие от предшественников, Гаусс ясно указывает, что разложение на простые множители единственно: «каждое составное число может быть разложено на простые сомножители только одним-единственным образом».
Далее рассматривается решение сравнения первой степени:
{\displaystyle ax+t\equiv 0{\pmod {p}}}
и систем таких сравнений.
Раздел 3. О степенных вычетах,
В этом разделе и в следующих автор переходит к сравнениям степени выше первой для простого модуля {\displaystyle p}. Исследуя вычеты, Гаусс доказывает существование первообразных корней для простого модуля (у Эйлера строгое доказательство этого отсутствует). Доказывается  теорема Лагранжа: сравнение степени {\displaystyle n} по простому модулю имеет не более {\displaystyle n} не сравнимых между собой решений.
Раздел 4. О сравнениях второй степени.
Здесь Гаусс доказывает знаменитый квадратичный закон взаимности, который заслуженно назвал «золотой теоремой» (лат. theorema aureum). Впервые его формулировку дал Эйлер в 1772 году (опубликовано в «Opuscula Analytica», 1783), Лежандр пришёл к этой теореме независимо (1788 год), однако доказать закон ни тот, ни другой не сумели. Гаусс искал пути к доказательству целый год. Закон взаимности позволяет, в частности, для заданного целого числа {\displaystyle a} найти модули, по которым {\displaystyle a} является вычетом (или, наоборот, невычетом).
Раздел 5. О формах и неопределённых уравнениях второй степени.
Это самый обширный раздел книги. В начале раздела Гаусс даёт ещё одно доказательство квадратичного закона взаимности (позднее он предложил ещё шесть, а в 1832 году опубликовал (без доказательства) биквадратичный закон взаимности для вычетов 4-й степени). Далее подробно излагается теория квадратичных форм, решающая вопрос, какие значения могут принимать выражения вида {\displaystyle ax^{2}+2bxy+cy^{2}} с целочисленными коэффициентами.
Раздел состоит из 4 частей:
1. Классификация, теория представления целых чисел бинарными квадратичными формами вида {\displaystyle ax^{2}+2bxy+cy^{2}}, решение в целых числах общего неопределённого уравнения второй степени с двумя неизвестными. Эти результаты уже были получены ранее, в основном Лагранжем.
2. Теория композиции классов бинарных квадратичных форм и теорию их родов.
3. Теория тернарных квадратичных форм, положившая начало арифметической теории квадратичных форм от многих переменных.
4. Практические приложения теории форм: доказательство теоремы о родах, теория разложения чисел в сумму трёх квадратов или трёх треугольных чисел, решение неопределённого уравнения {\displaystyle ax^{2}+by^{2}+cz^{2}=0}, решение общего неопределённого уравнения второй степени с двумя неизвестными в рациональных числах и соображения о среднем числе классов в роде.

Значительная часть раздела носит общеалгебраический характер, и впоследствии этот материал был перенесен в общую теорию групп и колец.
Раздел 6. Различные применения предыдущих исследований.
Гаусс решает несколько практически важных задач.
- Рассмотрим дробь {\displaystyle {\frac {m}{n}},} где знаменатель {\displaystyle n} можно представить как произведение взаимно простых чисел: {\displaystyle n=abc\dots } Тогда дробь допускает разложение:

{\displaystyle {\frac {m}{n}}={\frac {u}{a}}+{\frac {v}{b}}+{\frac {w}{c}}+\dots }
- Теория представления обыкновенных дробей периодическими десятичными дробями — досконально исследуются зависимость длины периода от знаменателя дроби, закон образования цифр периода, связь с первообразными корнями.
- Метод решения сравнения {\displaystyle x^{2}\equiv a{\pmod {m}}}, не требующий использования таблиц индексов.
- Метод решения уравнения {\displaystyle mx^{2}+ny^{2}=a} в целых числах.
- Два метода проверки, является ли заданное целое число простым.

Раздел 7. Об уравнениях, от которых зависит деление круга.
Деление круга на {\displaystyle n} равных частей или, что эквивалентно, построение правильного вписанного в круг {\displaystyle n}-угольника, алгебраически может быть описано как решение уравнения деления круга {\displaystyle x^{n}-1=0} на комплексной плоскости. Корни этого уравнения называются «корни из единицы». Если, в соответствии с античными принципами, ограничиться только величинами, которые можно построить с помощью циркуля и линейки, то встаёт вопрос: для каких значений {\displaystyle n} такое построение возможно, и как его практически осуществить.
Гаусс впервые решил эту древнюю проблему исчерпывающим образом. Древние греки умели делить круг на {\displaystyle n} частей для следующих значений {\displaystyle n:}
{\displaystyle 2^{k};\quad 3\cdot 2^{k};\quad 5\cdot 2^{k};\quad 15\cdot 2^{k}}
Гаусс сформулировал критерий, который позже получил название «теорема Гаусса — Ванцеля»: построение возможно тогда и только тогда, когда {\displaystyle n} может быть представлено в виде:
{\displaystyle n=p_{1}p_{2}\dots p_{t}\cdot 2^{k},}
где {\displaystyle p_{1},p_{2}\dots p_{t}} — различные простые числа вида {\displaystyle 2^{m}+1.}
Корни уравнения деления круга всегда могут быть выражены «в радикалах», но, вообще говоря, это выражение содержит радикалы степени выше второй, а применение циркуля и линейки позволяет извлекать только квадратные корни. Поэтому критерий Гаусса отбирает те и только те значения {\displaystyle n,} для которых степени радикалов не выше второй. В частности, Гаусс показал, как построить правильный 17-угольник, выведя формулу:
{\displaystyle \cos {\frac {360^{\circ }}{17}}={\frac {1}{16}}\left(-1+{\sqrt {17}}+{\sqrt {2\left(17-{\sqrt {17}}\right)}}+2{\sqrt {17+3{\sqrt {17}}-{\sqrt {2\left(17-{\sqrt {17}}\right)}}-2{\sqrt {2\left(17+{\sqrt {17}}\right)}}}}\right)}
Поскольку эта формула содержит только квадратные корни, все входящие в неё величины можно построить циркулем и линейкой. Гаусс гордился этим открытием и завещал выгравировать правильный 17-угольник, вписанный в круг, на своем надгробном памятнике. Он уверенно заявил, что все попытки построить циркулем и линейкой правильный семиугольник, 11-угольник и т. п. будут безуспешны.
В «Арифметических исследованиях» содержится только доказательство достаточности критерия Гаусса, а доказательство необходимости, по словам автора, опущено, так как «границы настоящего сочинения не позволяют привести здесь это доказательство». Однако ни в трудах, ни в архиве учёного опущенное доказательство не найдено; его впервые опубликовал французский математик Пьер Лоран Ванцель в 1836 году .

## Историческое влияние

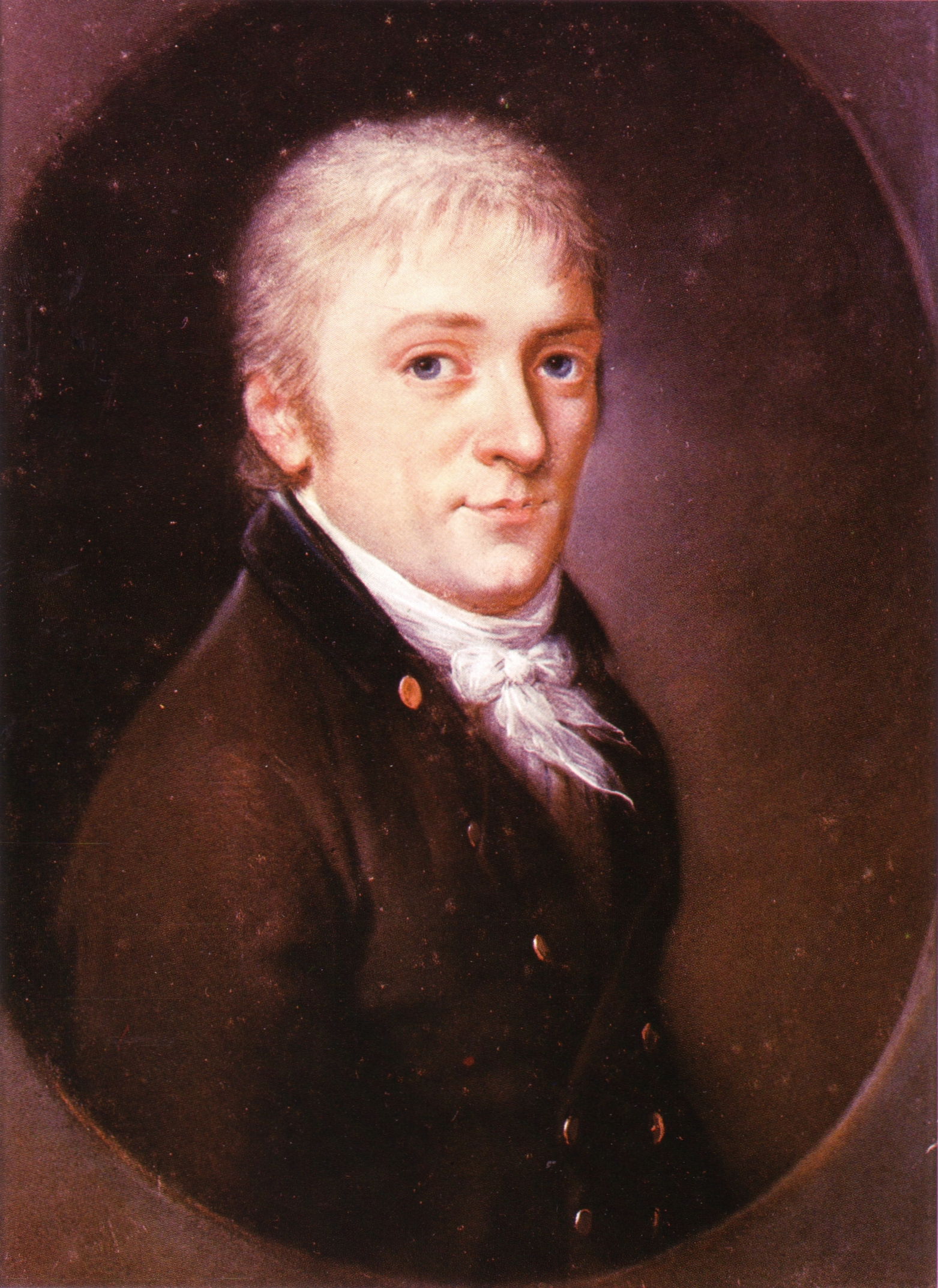
Гаусс в 1803 году

Создателями теории чисел историки заслуженно называют Ферма и Эйлера, но создателем современной теории чисел следует назвать Гаусса, идеи которого задали направление дальнейшего прогресса теории. Одним из главных достижений «Арифметических исследований» стало постепенное осознание математическим сообществом того факта, что многие проблемы теории чисел (и, как вскоре выяснилось, не только этой теории) связаны с необычными алгебраическими структурами, свойства которых предстояло изучить. Неявно в книге Гаусса уже использовались структуры групп, колец и полей, в том числе конечных, и решение изложенных в книге проблем часто заключалось в учёте их свойств и особенностей. Уже в данной книге Гаусс опирается на нестандартную (модулярную) арифметику; в более поздних работах он использует непривычную арифметику целых комплексных (гауссовых) чисел. По мере накопления материала необходимость в общей теории новых структур становилась всё более ясной.
Стиль «Арифметических исследований» подвергся критике за (местами) излишнюю краткость; тем не менее монография заслужила восторженную оценку Лагранжа, в его письме к Гауссу (1804 год) говорится: «Ваши «Исследования» сразу же возвысили Вас до уровня первых математиков, и я считаю, что последняя часть содержит самое красивое аналитическое открытие среди сделанных на протяжении длительного времени.
Далее исследования Гаусса были развиты в первую очередь самим Гауссом, который опубликовал ещё несколько работ по теории чисел, из них особый резонанс вызвали:
- 1811: «Суммирование некоторых рядов особого вида».
- 1828—1832: «Теория биквадратичных вычетов». В ней впервые появились гауссовы числа.

Пионерские работы Гаусса были продолжены Нильсом Абелем, который доказал невозможность решения в радикалах общего уравнения пятой степени. В теории алгебраических чисел работы Гаусса продолжили Якоби, Эйзенштейн и Эрмит. Якоби нашёл закон взаимности для кубических вычетов (1839) и исследовал кватернарные формы. Коши изучил общее неопределённое тернарное кубическое уравнение (1816). У Дирихле, преемника Гаусса на геттингенской кафедре, «Арифметические исследования» были настольной книгой, с которой он почти не расставался, и во многих своих работах он развивал идеи Гаусса. Крупным вкладом Куммера стала разработка теории идеалов, решившей многие алгебраические проблемы. 

Решающим шагом в создании новой алгебры стали работы Эвариста Галуа и Артура Кэли, с которых начинается формирование современной общей алгебры.

## Публикации

### Текст в сети
- Текст в Викитеке.
- В PDF-формате.

### Русский перевод
- Карл Фридрих Гаусс. Труды по теории чисел / Общая редакция академика И. М. Виноградова, комментарии члена-корр. АН СССР Б. Н. Делоне. — М.: Изд-во АН СССР, 1959. — 297 с. — (Классики науки).